# Daniele Conte
Daniele Conte (* 8. Mai 1972) ist ein früherer italienischer Biathlet.
Daniele Conte gewann bei den ersten Bogenbiathlon-Weltmeisterschaften 1998 in Cogne hinter seinem Landsmann Alberto Peracino die Silbermedaille im Einzel. In Bassans konnte er 1999 hinter Emmanuel Jeannerod diese Platzierung wiederholen und gewann mit Peracino und Fabrizio Salvadori den Titel im Staffelrennen. 2001 wurde der Italiener in Kubalonka Sechster des Massenstartrennens und gewann mit Alessandro Morassi, Salvadori und Peracino die Silbermedaille im Staffelrennen hinter der russischen Vertretung. Es folgte Contes erfolgreichste Saison. Im Weltcup wurde er in der Einzel-Wertung hinter Igor Samoilow und Andrei Markow Dritter, dieselbe Platzierung erreichte er hinter beiden auch bei den Weltmeisterschaften des Jahres in Ruhpolding. Dort gewann er zudem Bronze hinter Markow und Michail Woronin im Verfolgungsrennen und wurde Zehnter im Massenstart. 2003 gewann Conte in Krün hinter Markow und Igor Borissow nochmals Bronze im Verfolgungsrennen. Bei den zweiten und letzten Europameisterschaften 2001 in Pokljuka gewann er mit Morassi, Danilo Antonipieri und Peracino die Bronzemedaille.